# Diócesis de Klerksdorp
La diócesis de Klerksdorp (en latín: Dioecesis Klerkpolitana y en inglés: Roman Catholic Diocese of Klerksdorp) es una circunscripción eclesiástica latina de la Iglesia católica en Sudáfrica, sufragánea de la arquidiócesis de Johannesburgo. La diócesis tiene al obispo Victor Hlolo Phalana como su ordinario desde el 24 de noviembre de 2014. 

## Territorio y organización
La diócesis tiene 34 800 km² y extiende su jurisdicción sobre los fieles católicos de rito latino residentes en 10 distritos de la provincia del Noroeste: Potchefstroom, Klerksdorp, Wolmaransstad, Bloemhof, Christiana, Schweizer-Reneke, Delareyville, Lichtenburg, Coligny y Ventersdorp.
La sede de la diócesis se encuentra en la ciudad de Klerksdorp, en donde se halla la Catedral de Cristo Redentor.
En 2019 en la diócesis existían 40 parroquias.

## Historia
La prefectura apostólica de Transvaal Occidental fue erigida el 14 de octubre de 1965, obteniendo su territorio de la diócesis de Johannesburgo (hoy arquidiócesis).
El 27 de febrero de 1978, como resultado de la bula Rerum catholicarum del papa Pablo VI, la prefectura apostólica fue elevada a la categoría de diócesis y tomó su nombre actual.
Originalmente sufragánea de la arquidiócesis de Pretoria, el 5 de junio de 2007 pasó a formar parte de la provincia eclesiástica de Johannesburgo mediante la bula Cum ad aptius consulendum del papa Benedicto XVI.

## Estadísticas
De acuerdo al Anuario Pontificio 2020 la diócesis tenía a fines de 2019 un total de 111 000 fieles bautizados.
| Año                                                                             | Población            | Población | Población      | Sacerdotes | Sacerdotes    | Sacerdotes    | Bautizados por sacerdote | Diáconos permanentes | Religiosos | Religiosos | Parroquias |
| Año                                                                             | Bautizados católicos | Total     | % de católicos | Total      | Clero secular | Clero regular | Bautizados por sacerdote | Diáconos permanentes | Varones    | Mujeres    | Parroquias |
| ------------------------------------------------------------------------------- | -------------------- | --------- | -------------- | ---------- | ------------- | ------------- | ------------------------ | -------------------- | ---------- | ---------- | ---------- |
| 1970                                                                            | 39 009               | 492 973   | 7.9            | 22         | 1             | 21            | 1773                     |                      | 37         | 60         |            |
| 1980                                                                            | 54 161               | 617 204   | 8.8            | 18         | 1             | 17            | 3008                     | 2                    | 32         | 6          |            |
| 1990                                                                            | 66 420               | 827 000   | 8.0            | 13         |               | 13            | 5109                     | 1                    | 20         | 2          |            |
| 1999                                                                            | 98 250               | 1 500 000 | 6.5            | 11         | 1             | 10            | 8931                     | 4                    | 19         | 5          | 41         |
| 2000                                                                            | 99 232               | 1 500 000 | 6.6            | 11         | 1             | 10            | 9021                     | 4                    | 19         | 5          | 41         |
| 2001                                                                            | 102 428              | 1 500 000 | 6.8            | 10         |               | 10            | 10 242                   | 4                    | 19         | 5          | 41         |
| 2002                                                                            | 101 929              | 1 500 000 | 6.8            | 12         | 2             | 10            | 8494                     | 4                    | 14         | 5          | 41         |
| 2003                                                                            | 100 961              | 1 500 000 | 6.7            | 12         | 3             | 9             | 8413                     | 4                    | 12         | 8          | 41         |
| 2004                                                                            | 103 466              | 1 500 000 | 6.9            | 15         | 4             | 11            | 6897                     | 3                    | 13         | 6          | 41         |
| 2006                                                                            | 96 269               | 1 500 000 | 6.4            | 20         | 7             | 13            | 4813                     | 4                    | 28         | 7          | 41         |
| 2013                                                                            | 101 400              | 1 589 000 | 6.4            | 27         | 18            | 9             | 3755                     | 4                    | 9          | 42         |            |
| 2016                                                                            | 105 900              | 1 659 342 | 6.4            | 26         | 18            | 8             | 4073                     | 4                    | 10         |            | 37         |
| 2019                                                                            | 111 000              | 1 735 000 | 6.4            | 27         | 16            | 11            | 4111                     | 4                    | 11         |            | 40         |
| Fuente: Catholic-Hierarchy, que a su vez toma los datos del Anuario Pontificio. |                      |           |                |            |               |               |                          |                      |            |            |            |

## Episcopologio
- Daniel Alphonse Omer Verstraete, O.M.I. (9 de noviembre de 1965-26 de marzo de 1994 renunció)
- Zithulele Patrick Mvemve † (26 de marzo de 1994-26 de abril de 2013 renunció)
  - Buti Joseph Tlhagale, O.M.I. (26 de abril de 2013-24 de noviembre de 2014) (administrador apostólico)
- Victor Hlolo Phalana, desde el 24 de noviembre de 2014